# Ferdinand I. Romunski
Ferdinand I. Romunski, romunski kralj, * 24. avgust 1865, Sigmaringen, Nemška zveza, † 20. julij 1927, Sinaia, Romunija.
Leta 1889 ga je njegov stric kralj Carol I. posvojil kot princa prestolonaslednika, saj je kraljev edinec umrl. Leta 1893 se je princ poročil z Marijo, hčerko vojvode Edinburgškega ter vnukinjo kraljice Viktorije in ruskega carja Aleksandra II. Med drugo balkansko vojno leta 1913 je poveljeval romunski vojski. Oktobra 1914 je po smrti strica zasedel romunski prestol.
Navkljub prvotni naklonjenosti centralnim silam v prvi svetovni vojni je Romunija avgusta leta 1916 napovedala vojno centralnim silam, temu dejanju pa je sledil takojšen popoln poraz romunskih sil. Po nemški okupaciji Bukarešte ob koncu leta 1916 je vlado preselil v Iaşi. Pred podpisom premirja s centralnimi silami decembra 1917 je odstopil kot poveljnik romunske vojske. Zavrnil je podpis sporazuma v Bukarešti 3. maja 1918, 10. novembra pa je ponovno napovedal vojno Nemčiji. Tako je Romunija dobila prvo svetovno vojno na strani antante, zaradi tega je dobila Transilvanijo, Bukovino, del Banata in Besarabije, s čimer se je njeno ozemlje podvojilo.
Leta 1922 je bil Ferdinand okronan za kralja Velike Romunije. Leta 1921 je dosegel, da je mesto premiera zasedel general Alexandru Averescu, čigar vlada je začela uresničevati obljubljene liberalne reforme.